# 巴魯塔市

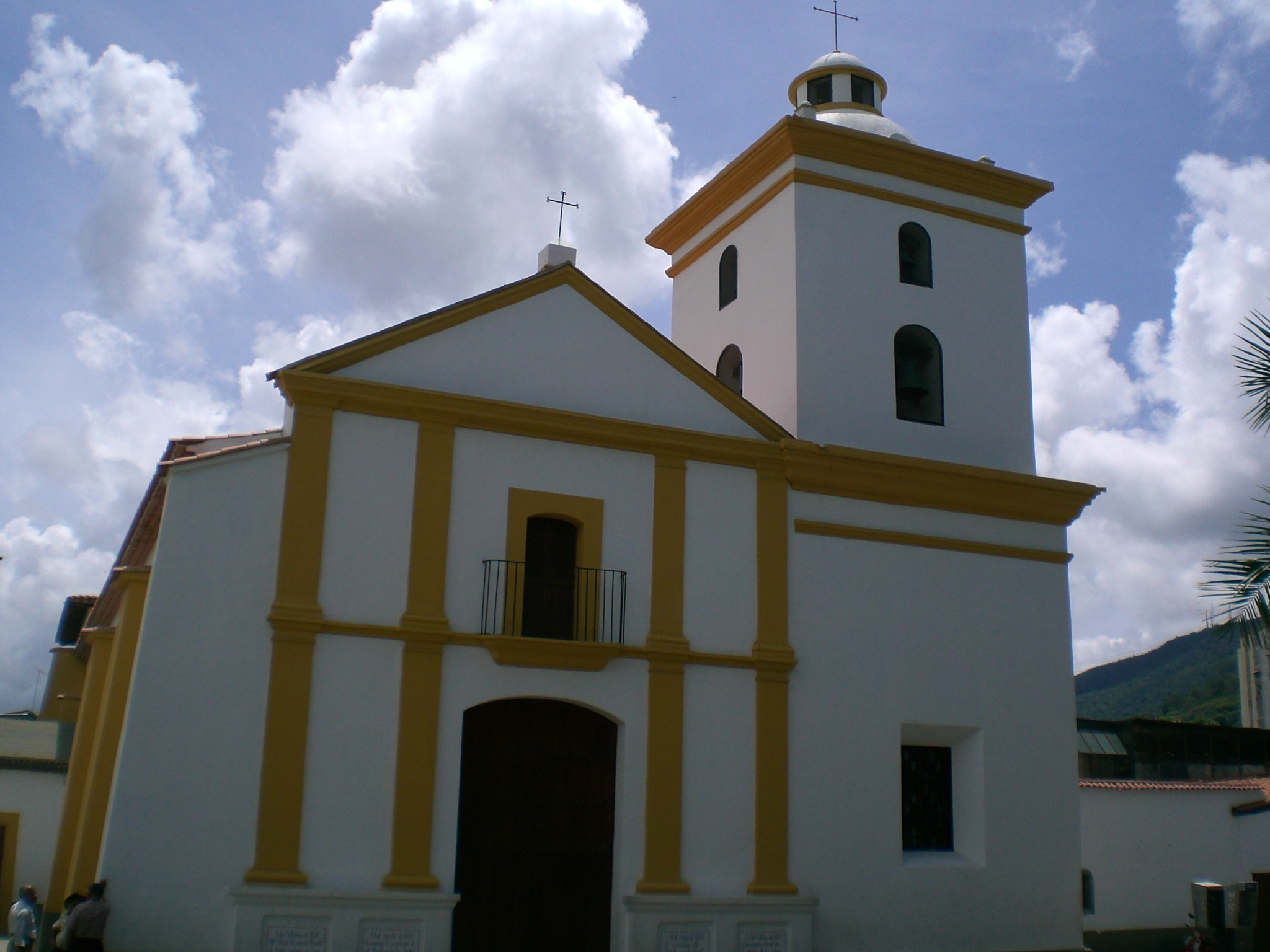

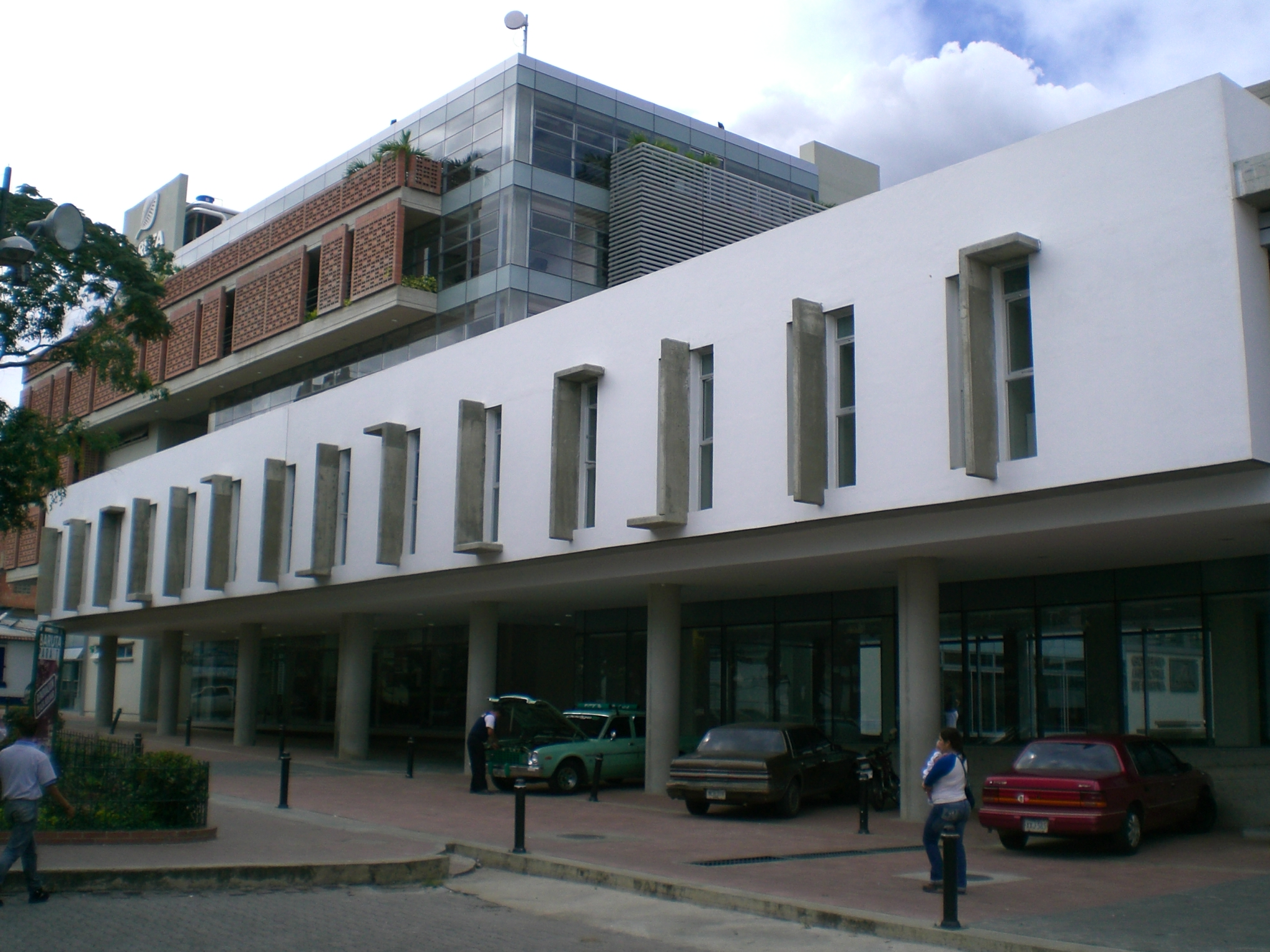

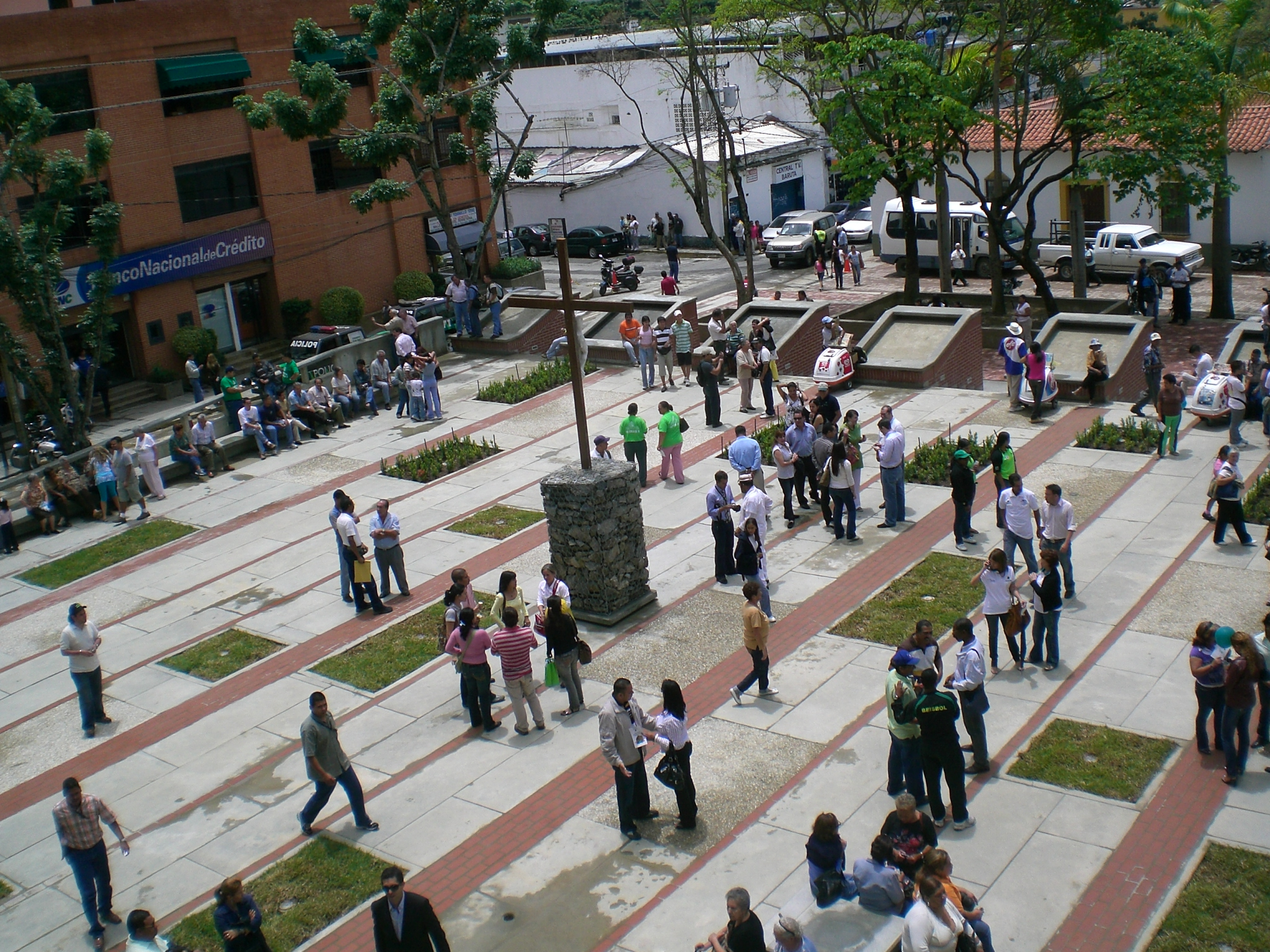

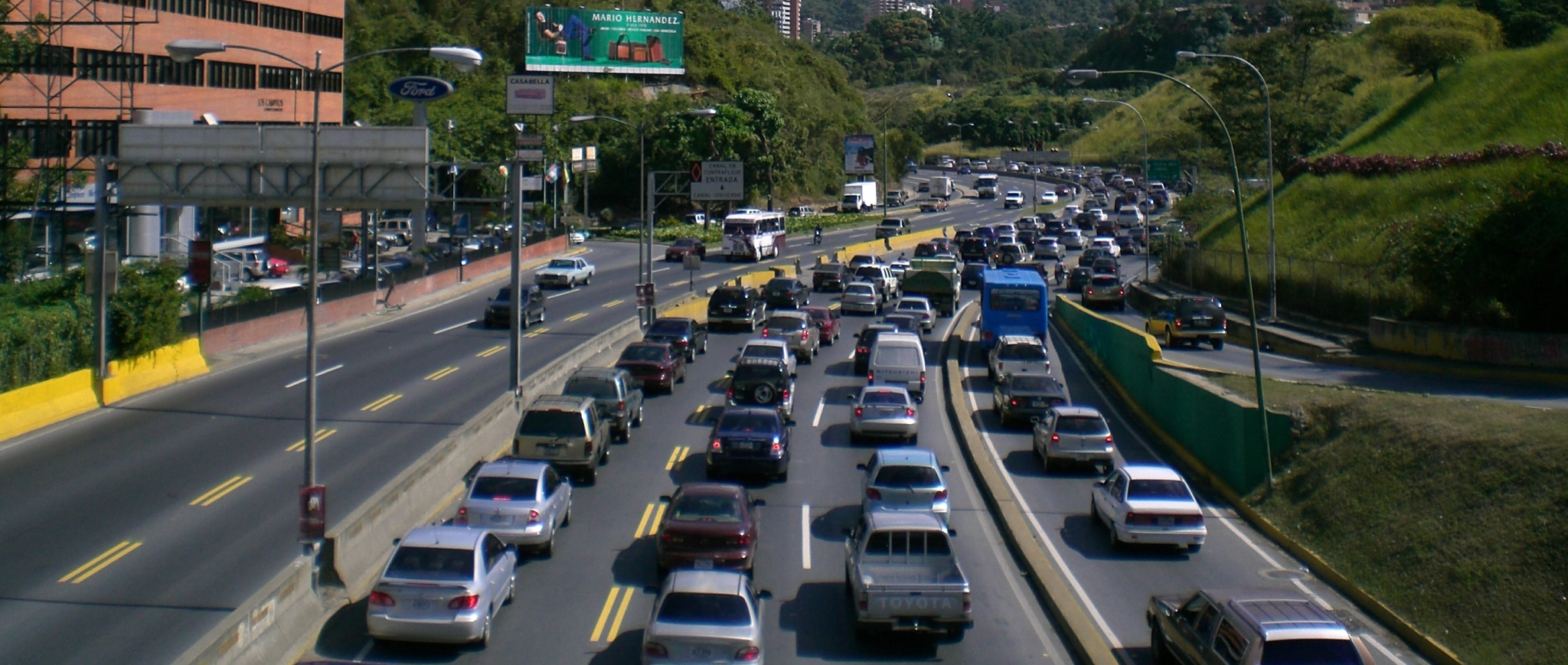

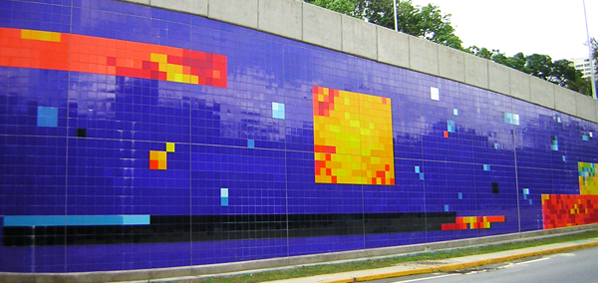

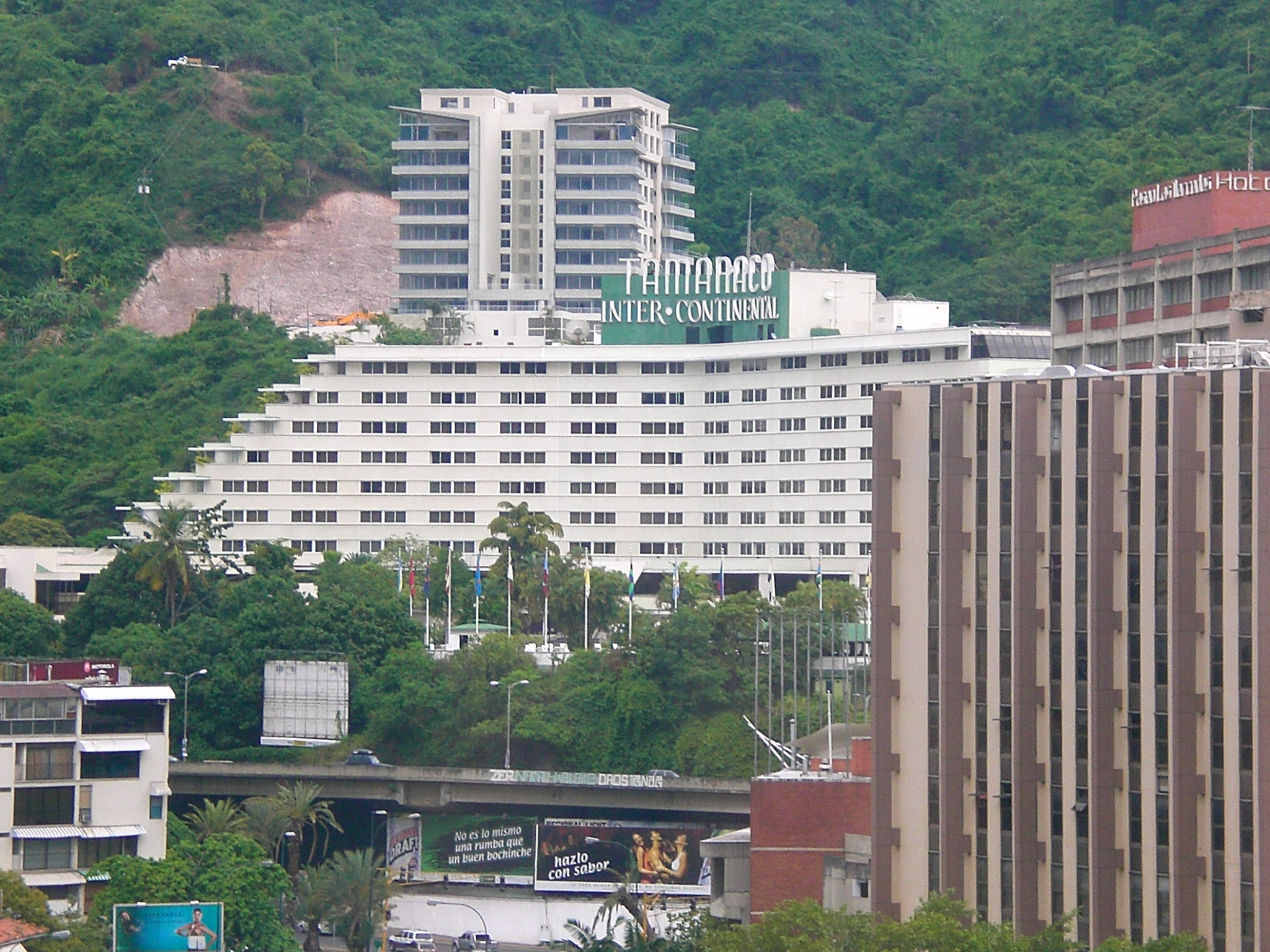

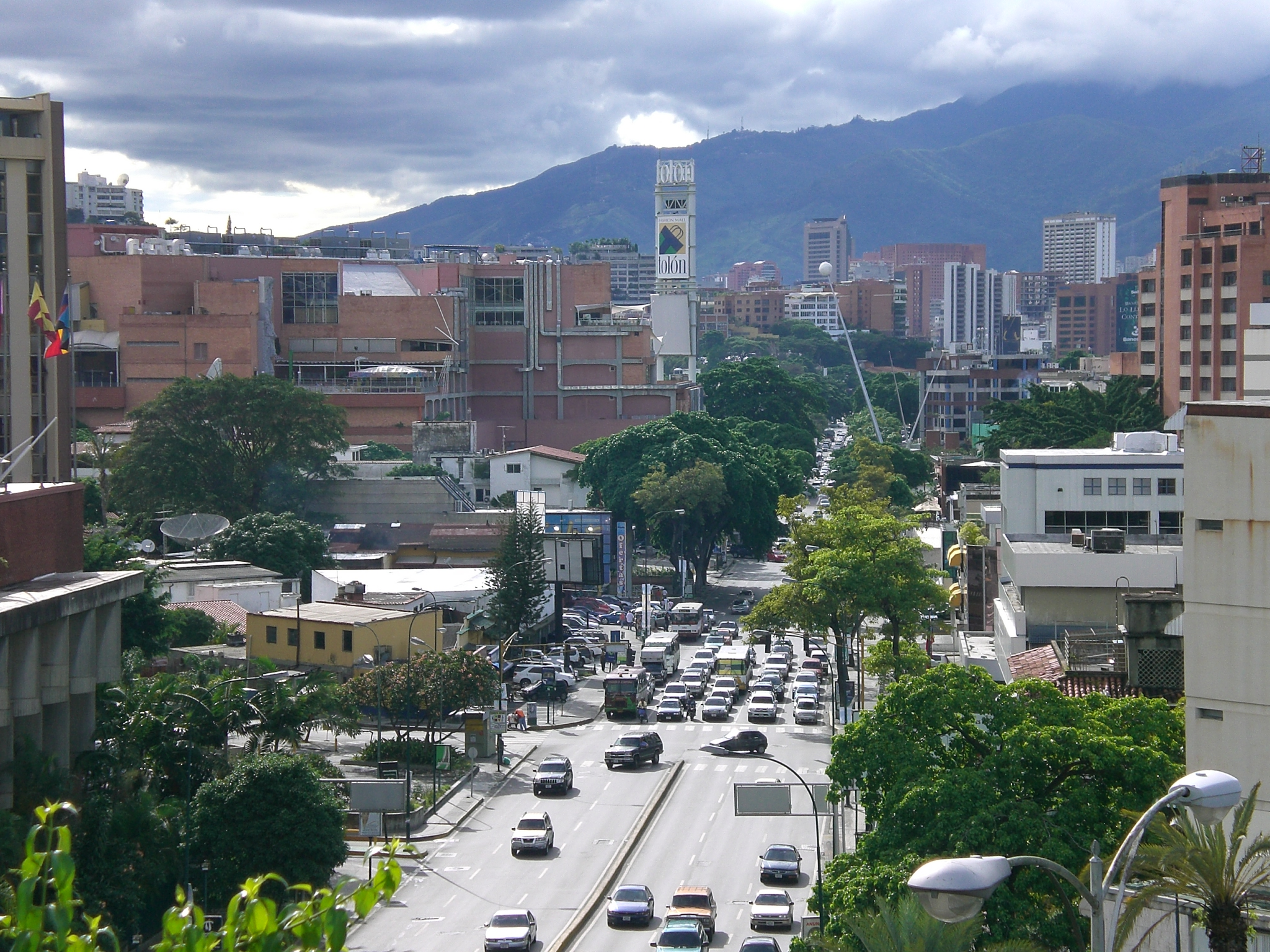

10°25′N 066°52′W / 10.417°N 66.867°W
巴魯塔市（西班牙語：Municipio Baruta），是委內瑞拉的一個市，位於該國北部米蘭達州，首府設於努斯特拉塞尼奧拉，始建於1987年9月22日，面積86平方公里，2010年人口424,983，人口密度每平方公里4,941.66人。